# Mittenothamnium loriforme
Mittenothamnium loriforme är en bladmossart som beskrevs av Jules Cardot 1913. Mittenothamnium loriforme ingår i släktet Mittenothamnium och familjen Hypnaceae. Inga underarter finns listade i Catalogue of Life.